# Fistulinella venezuelae
Fistulinella venezuelae är en svampart som först beskrevs av Singer & Digilio, och fick sitt nu gällande namn av Rolf Singer 1978. Fistulinella venezuelae ingår i släktet Fistulinella och familjen Boletaceae.   Inga underarter finns listade i Catalogue of Life.